# Pinsot
Pinsot era una comuna francesa que estaba situada en el departamento de Isère, de la región de Auvernia-Ródano-Alpes que el 1 de enero de 2019 pasó a formar parte de la comuna nueva de Le Haut-Bréda como comuna delegada.

## Etimología
En el siglo XI, es designada como ecclesia sancti mauritii, dedicando así su iglesia a la protección de San Mauricio. En el siglo XIII, se convierte en Pinceto. En 1339 encontramos dos denominaciones: Pingoto y Pinczotz. En el siglo XV pasa a llamarse Pinsotto, antes de tomar en 1566 el nombre actual de "Pinsot".

## Geografía
La localidad estaba situada en la hondonada del valle del Alto Bréda, en la cordillera de Belledonne, al pie del macizo de Gleyzin (2 600 m) y próximo a Les Sept Laux. El pueblo estaba ubicado en el valle del Alto Bréda, en la confluencia de los torrentes de Bréda, de Gleyzin y del Jalón. Su altitud era de 732 metros al nivel de la iglesia. Rodeado de bosques de abetos y de caducifolios, la zona está dominada por el glaciar del Gleyzin y las primeras estribaciones de la cordillera de Belledonne. 
Río abajo y a 7 km se encuentra la ciudad de Allevard-les-Bains y a 5 km río arriba el pueblo de Ferrière-d'Allevard, nombre que hace referencia sin ambigüedad a la actividad minera y muy antigua. Se encuentra en una distancia de 45 km de la ciudad de Grenoble y a 41 km de la ciudad de Chambéry.
El municipio de Pinsot, sobre una superficie de cerca de 2 427 hectáreas, cubría ambas laderas de una parte del valle de Bréda y de la totalidad de la de Gleyzin. Los rastros de antiguos hoyos, de haldes y de hornos de varios tipos allí son todavía numerosos. La energía hidráulica allí es abundante y fue también una de las causas del establecimiento de cuchillerías y de molinos necesarios para la vida de sus habitantes y para el comercio. La población era allí de 73 fuegos, sea cerca de 292 habitantes, en 1339 y va a alcanzar un máximo de 1 120 en 1826 antes de disminuir hasta nuestros días. 
Esta población, que vivía de la explotación de las fosas, va a determinar la localización de un gran número de aldeas y de casas aisladas, entre las que algunas no son más que ruinas recubiertas por la vegetación.

## Demografía
| Gráfica de evolución demográfica de Pinsot entre 1800 y 2016 |
|                                                              |

Los datos demográficos contemplados en este gráfico de la comuna de Pinsot se han cogido de 1800 a 1999 de la página francesa EHESS/Cassini, y los demás datos de la página del INSEE.